# Pegaso (ENASA)

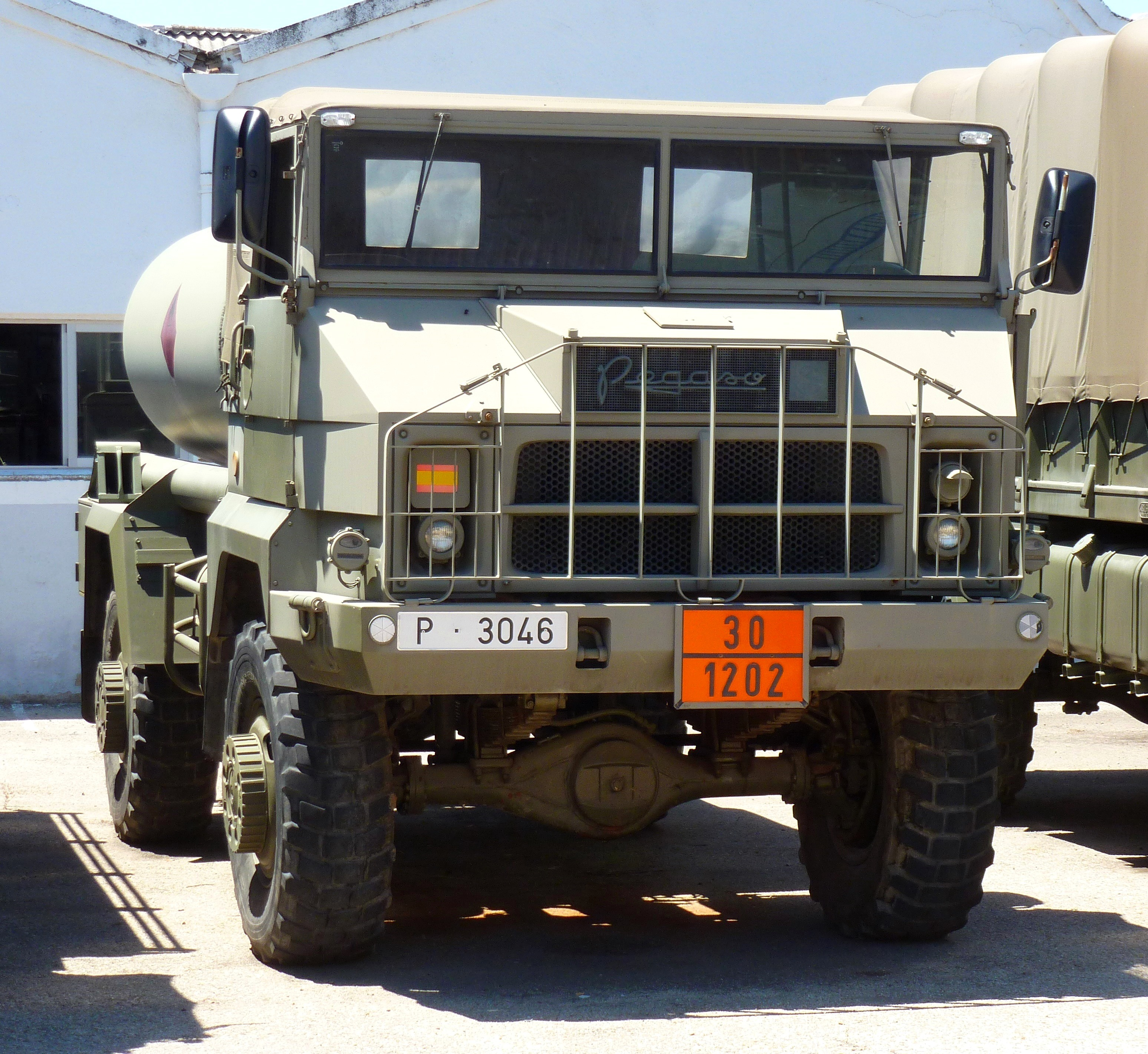
Pegaso 3046.

La Pegaso è stato un marchio commerciale del gruppo spagnolo ENASA costruttore di camion, autobus, trattori, veicoli blindati, e, per un certo periodo, di autovetture sportive.
La capogruppo, Enasa, nacque nel 1946 rilevando gli stabilimenti della Hispano-Suiza, sotto la direzione dell'ing. Wifredo Ricart.
Nel 1990 la Iveco acquisì l'Enasa; il marchio Pegaso diventò un marchio secondario di Iveco nel 1994.

## Storia

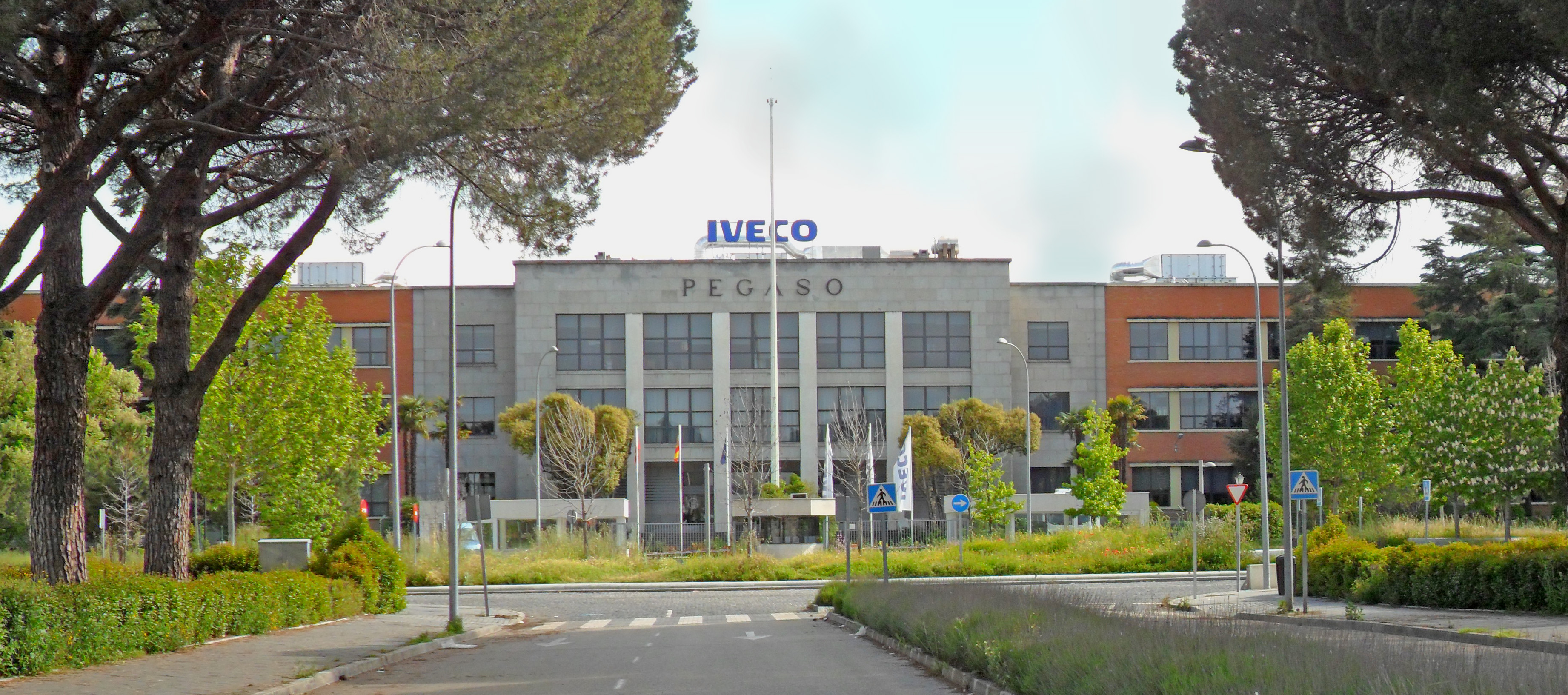
Fabbrica Pegaso (oggi Iveco) a Madrid.

L'Enasa, una società di proprietà dello Stato spagnolo, ebbe la sua principale attività nel settore degli autobus e dei camion e la Pegaso divenne uno dei principali produttori europei di veicoli industriali, con una significativa esportazione sia in Europa che in America Latina, in cui il Benelux, il Venezuela e Cuba erano i suoi principali mercati esteri.
Alla fine del 1970 fu firmato un contratto per una importante fornitura di autocarri tattici per l'esercito egiziano.

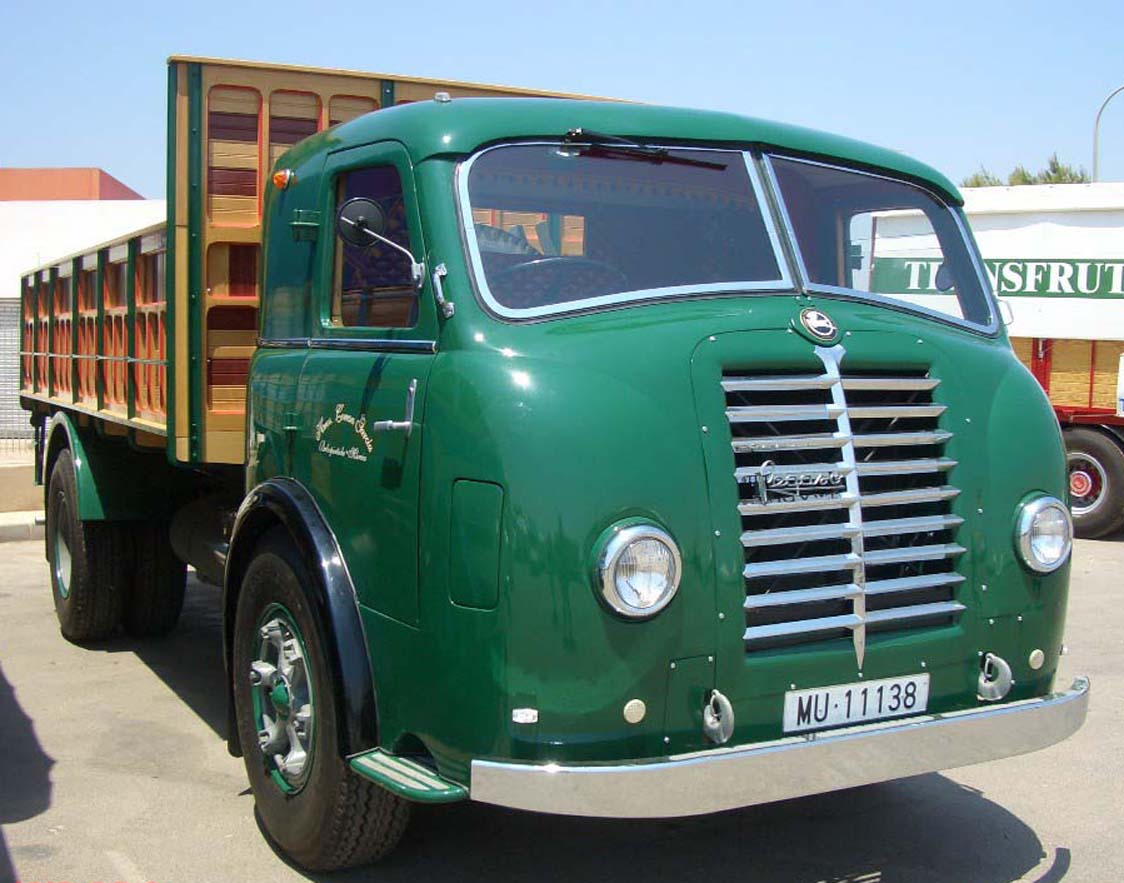
Un Camion Pegaso II del 1951 restaurato nel 2006

Le principali fabbriche Enasa erano situate a Barcellona, a Madrid e a Valladolid.
Tra il 1946 e il 1990 Pegaso ha costruito più di 350.000 veicoli; la più alta produzione in un solo anno, più di 26.000 unità, fu raggiunta nel 1974.

### Anni ‘40
Il primo camion Enasa prodotto, una versione leggermente modificata dell'Hispano-Suiza 66G, fu il Pegaso I, di cui furono costruite solo poche unità tra il 1946 e il 1947 (principalmente a causa delle gravi carenze di materie prime del dopoguerra).
Una versione migliorata, ma ancora con motore a benzina, il Pegaso II (modello Z-203), fu lanciato alla fine del 1947 e raggiunse una produzione di alcune centinaia di unità in attesa di un modello diesel di cui si sentiva molto il bisogno.
Questo fu il Pegaso Diesel (Z-202), da 125 CV soprannominato Mofletes ("guance") per la sua cabina anteriore tondeggiante, che debuttò nel 1949 e rapidamente si affermò come leader nell'ancora debole mercato dei camion spagnolo.
Ben presto furono anche disponibili il trattore per autotreni (Z-701) e gli autobus (Z-401), i quali tutti insieme divennero El Camion español ("Il camion spagnolo"), come dichiarava con orgoglio la pubblicità della Enasa.

### Anni '50

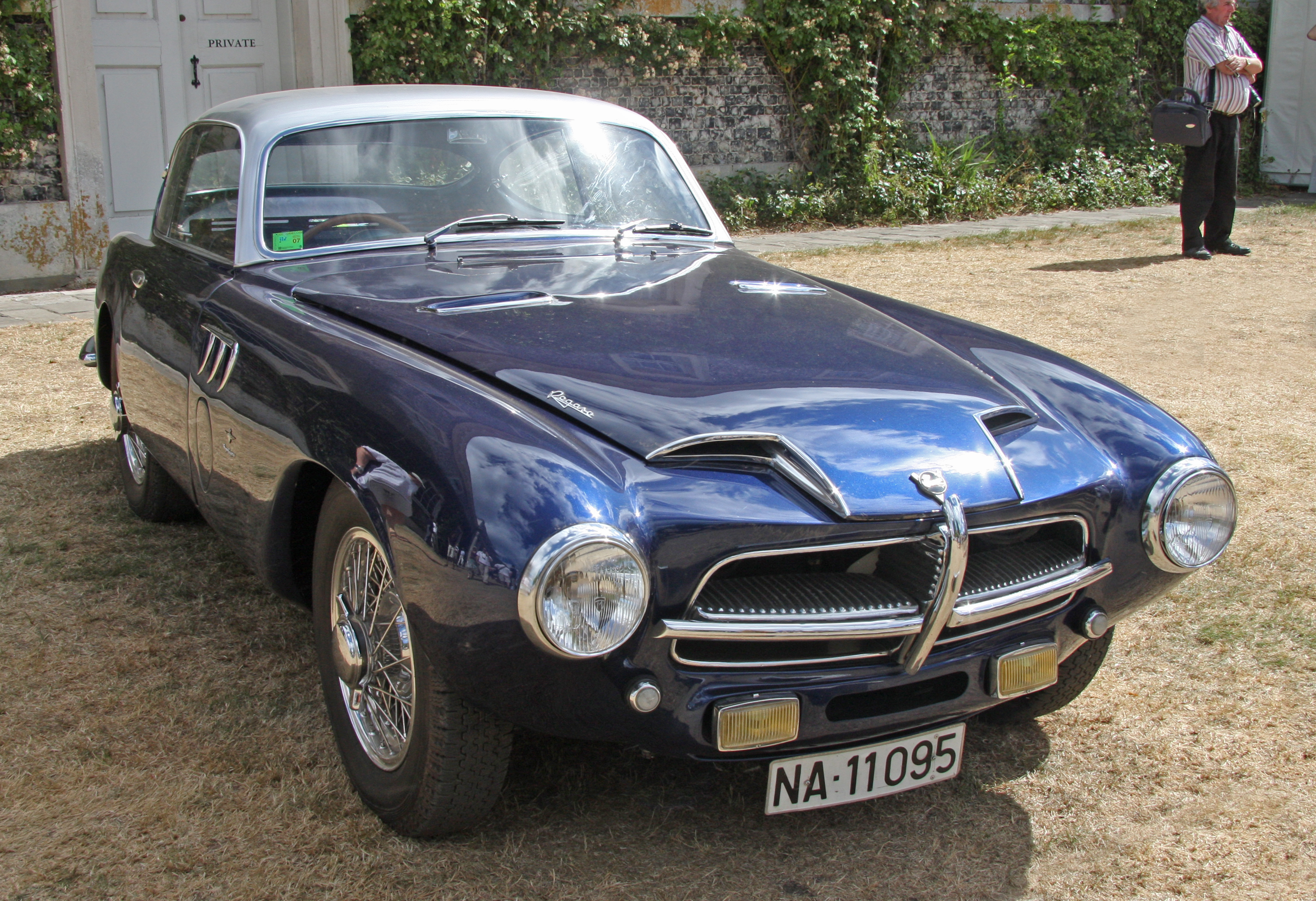
Una Pegaso Z-102.

Agli inizi degli anni '50 la Pegaso intraprese la costruzione di circa un centinaio di auto sportive Z-102.
Queste vetture furono, sotto alcuni aspetti, avanzate per l'epoca in quanto avevano un cambio a cinque marce e motori sovralimentati molto potenti a quattro alberi a camme e costruzione in lega leggera. Per altri versi erano come molte auto sportive contemporanee, senza i freni a disco e senza servosterzo.
L'autototelaio fu offerto in vendita con la scelta di varie carrozzerie prodotte dalla italiana Touring, dalla francese Saoutchik, dalla spagnola Serra, o dalla stessa Enasa.
La Z-102 del 1953 era in grado di raggiungere i 225 km/h.

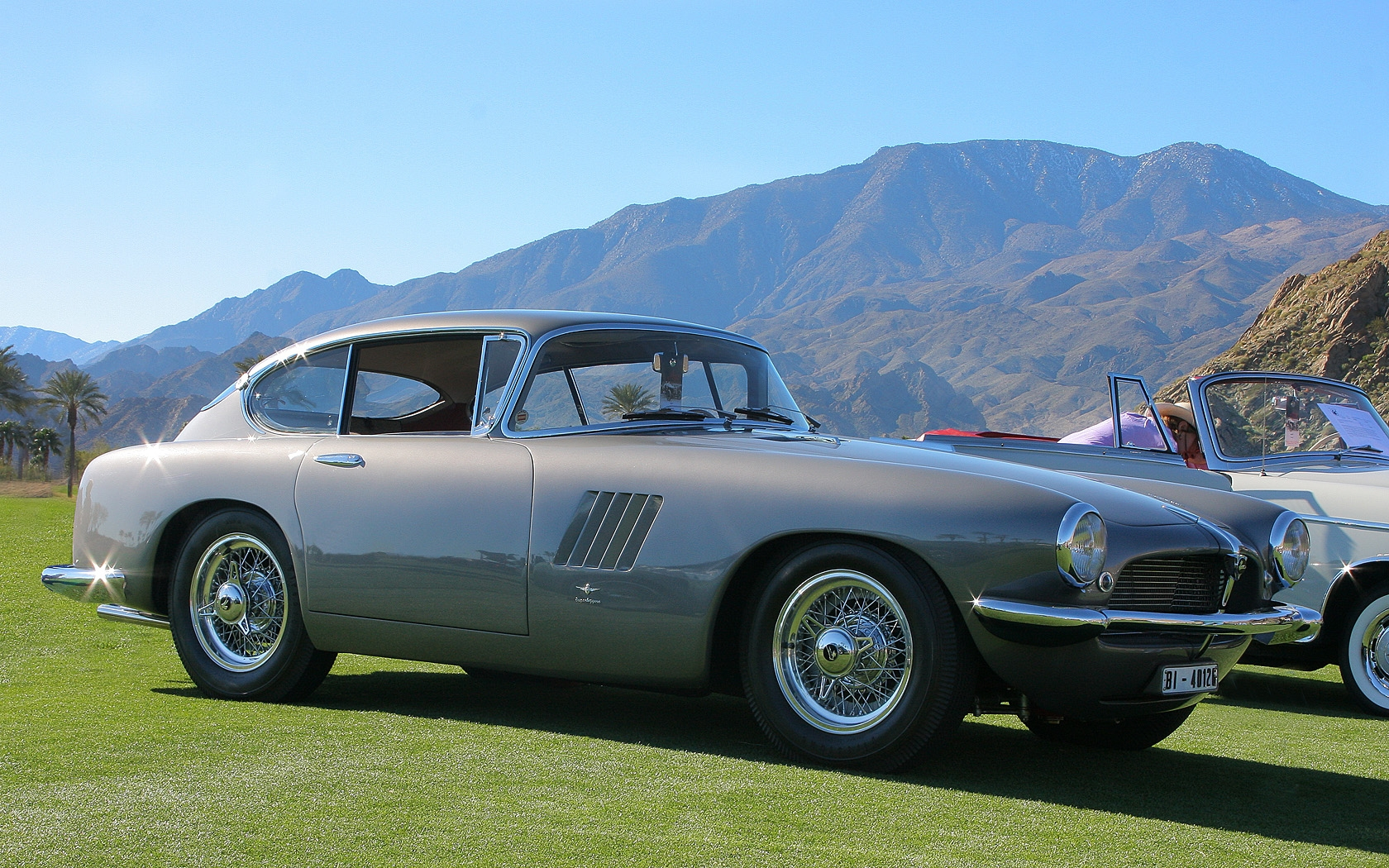
Una Pegaso Z-103.

Nel 1954, il vecchio motore Pegaso Diesel fu potenziato a 140 Cv mentre un altro notevole autocarro, progettato da Ricart, il camion Pegaso Z-207, entrò in produzione e vi rimase tra il 1955-1959.
Il modello Z-207 era caratterizzato da un motore V6 e da una cabina di lamiera ondulata che rimase una caratteristica dei camion Pegaso tra il 1960 e il 1970. Questo insolito design ondulato divenne un elemento caratteristico del paesaggio spagnolo per molti decenni successivi.
Lo Z-702 fu la versione trattore per semirimorchi dello Z-207, mentre il corrispondente modello autobus chiamato Z-407, con il motore V-6 che si trovava nella parte posteriore, non superò mai la fase di prototipo.

### Anni '60 e '70
Negli anni '60 e '70, la Pegaso contribuì al rapido sviluppo economico della Spagna (il cosiddetto "miracolo spagnolo"), con decine di migliaia di camion e autobus Pegaso che transitavano sulle strade della Spagna e attraverso le città, ma che soprattutto varcavano i confini trasportando migliaia di container di merci collegando l'economia spagnola con la Comunità europea (di cui all'epoca la Spagna non faceva ancora parte).
Il principale modello Pegaso dell'epoca era il trattore 2011 per semirimorchi.
La Pegaso commercializzava allora una completa gamma di veicoli commerciali, al top della linea erano gli autocarri 8x4, i trattori per semirimorchio 6x4, venduti anche in versione fuoristrada o da cantiere 6x6, i veicoli blindati militari, una conversione speciale 10x4 cinque assi per il mercato olandese, ed un tre assi autosnodati; tutti equipaggiati di motori Pegaso fino ad una potenza massima di 352 CV.
Gli autobus e pullman Pegaso Monotral, basati su di un progetto italiano della Viberti, furono commercializzati a partire dal 1961 e diedero luogo a una lunga serie di nuovi modelli Pegaso a scocca portante che continuò per due decenni.
Il primo della serie fu il 6030-N, dotato di un motore orizzontale sotto il pianale con trazione sull'asse posteriore a singolo pneumatico, configurazione che lo rese un veicolo di lunghezza standard ma molto leggero.

### Anni '80

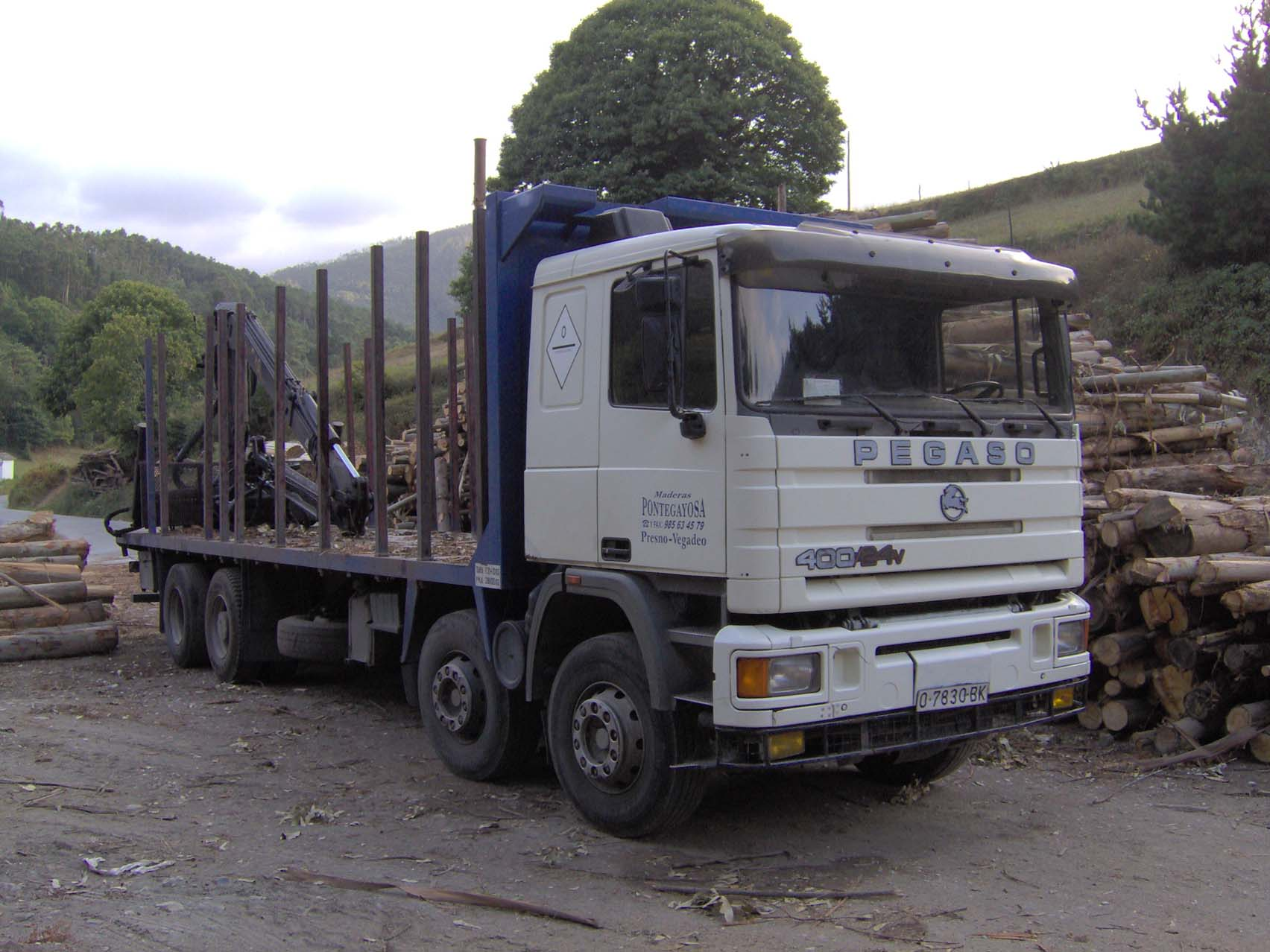
Un Pegaso Troner

Negli anni ‘80, il mercato europeo degli autocarri cominciò a soffrire di sintomi di saturazione e la Enasa cercò di costituire joint venture con altri produttori di autocarri.
Dopo alcune trattative fallite, tra cui quella con la americana International Harvester, si giunse ad un accordo con la olandese DAF che portò allo sviluppo della cabina per il nuovo camion Pegaso Troner, simile alla contemporanea nuova serie della DAF 95; entrambi questi modelli furono lanciati nel 1987.
I camion Pegaso a trazione integrale si distinsero nei Rally, vincendo il Rally dei Faraoni del 1985 e la Parigi-Dakar del 1986.

### L'epilogo del marchio Pegaso
Dopo il fallimento all'ultima ora delle trattative tra l'INI (Instituto Nacional de Industria, L'istituto nazionale d'industria spagnolo, proprietario dell'ENASA), la Daimler-Benz e la MAN per la creazione di una joint-venture, l'Iveco, con cui la Pegaso collaborava già da alcuni anni, acquistò l'Enasa nel 1990.
All'epoca la gamma Pegaso comprendeva l'Ekus (un camion leggero, in pratica una versione del Volkswagen LT e dei MAN-VW G ranges), il Mider (medio), il Troner (pesante), il Trakker (fuoristrada), e la serie di autobus Podium.
Il 12 luglio 1994, l'ultimo Pegaso Troner lasciò le linee di montaggio della fabbrica di Barajas (Madrid).
L'ultimo motore Pegaso fu costruito nel 1995, ma l'Iveco non ha mai interrotto l'utilizzo del marchio Pegaso, utilizzandolo però prevalentemente come brand secondario.

## Prodotti

### Automobili
- Pegaso Z-102
- Pegaso Z-103

### Autocarri
- Pegaso I “Mofletes“
- Pegaso II Z-203
- Pegaso M-3
- Pegaso Z-207 “Barajas“
- Pegaso Z-201 (6x2 con due assi sterzanti)
- Pegaso Comet
- Pegaso T-1
- Pegaso Tecno
- Pegaso Troner
- Pegaso Z-201

### Autobus
- Pegaso Viberti Monotral

### Militari
- Pegaso M-3
- Pegaso BMR